# 库克米恩
库克米恩是奥地利布尔根兰州居辛县的一个市镇。总面积40.5平方公里，总人口2034人，人口密度50.2人/平方公里（2001年）。